# Marion Bartoli
Marion Bartoli (Puy-en-Velay, 2 de Outubro de 1984) é uma ex-tenista profissional francesa.

## Biografia
Marion Bartoli começou a brincar ao ténis aos seis anos de idade na aldeia de Retournac, na Haute-Loire. O seu primeiro professor foi o seu pai, Walter, que parou o seu ofício de médico a fim de seguir a sua filha no circuito WTA.
Medindo 1,70 m para 58 kg de peso, surpreendeu os especialistas do ténis praticando um jogo atípico, nomeadamente ao ser muito agressiva no serviço e jogando com as duas mãos. O seu serviço é igualmente único: faz um movimento de balanço antes de lançar a bola. Posiciona-se geralmente a quarenta ou cinquenta centímetros da linha de fundo, apesar dos serviços femininos cada vez mais potentes do circuito profissional. Desenvolveu este estilo de jogo porque era pequena, treinando numa sala onde o espaço era muito reduzido.
O seu golpe de duas mãos permanece ainda um golpe muito raro no ténis moderno (é o caso de Monica Seles, número um mundial no início dos anos 90, ou Fabrice Santoro nos homens).
No dia 6 de julho de 2013, chegou ao ápice de sua carreira, ao conquistar o título inédito de Wimbledon, com uma vitória na final sobre a alemã Sabine Lisicki, com as parciais 6/1 e 6/4.
Com esta vitória em Wimbledon, Bartoli se tornou a vencedora de Grand Slam que mais demorou para alcançar este feito.Antes dela, a tcheca Jana Novtona foi quem mais Slam disputou até conquistar o troféu de Wimbledon em 1998. Apenas em sua 45ª aparição em um dos quatro maiores torneios do tênis mundial é que Novotna conseguiu comemorar o título. Já Bartoli só alcançou sua inédita conquista em sua 47ª participação em Slam.
No dia 14 de agosto de 2013, a tenista francesa anunciou sua aposentadoria das quadras.

## Títulos

### Grand Slam finais

#### Simples: 2 (1 título, 1 vice)
| Posição | Ano  | Campeonato | Piso  | Oponente       | Placar   |
| ------- | ---- | ---------- | ----- | -------------- | -------- |
| Vice    | 2007 | Wimbledon  | Grama | Venus Williams | 4–6, 1–6 |
| Campeã  | 2013 | Wimbledon  | Grama | Sabine Lisicki | 6–1, 6–4 |

### Torneio das Campeãs finais

#### Simples: 1 (1 runner-up)
| Posição | Ano  | Campeonato | Piso | Oponente      | Placar    |
| ------- | ---- | ---------- | ---- | ------------- | --------- |
| Vice    | 2009 | Bali       | Duro | Aravane Rezaï | 5–7, ret. |

### WTA Premier Mandatory & Premier 5 finais

#### Simples: 1 (1 vice)
| Posição | Ano  | Campeonato   | Piso | Oponente           | Parceira      |
| ------- | ---- | ------------ | ---- | ------------------ | ------------- |
| Vice    | 2011 | Indian Wells | Duro | Caroline Wozniacki | 1–6, 6–2, 3–6 |